# 適切な距離
『適切な距離』（てきせつなきょり、Nice to Meet You）は、大江崇允監督の日本映画。2011年製作、2012年9月1日公開。
2011年、第7回CO2（シネアスト・オーガニゼイション大阪）で最高賞であるシネアスト大阪市長賞（グランプリ）を受賞。また、主演男優賞も内村遥に授与された。

## 概要
大阪市が若手監督の育成と新作の支援を目的として始めたプロジェクト「CO2（シネアスト・オーガニゼイション大阪）」の一環として制作された。第7回CO2では大森一樹、黒沢清をはじめとする審査員全員から高く評価された。また、主演男優賞を内村遥が受賞し、最高賞であるシネアスト大阪市長賞（グランプリ）を獲得。国内外の映画祭での成功を受けて劇場公開も果たした。

## あらすじ
大学生の雄司と母・和美は、長い間不仲だった。ある日、雄司は昔自分が書いた年賀状を受け取り、再び日記を書き始める。しかし、雄司は和美が自分の日記に書かれている情報を知っていることに気づく。驚いた雄司は和美の日記を見つけ、そこには弟・礼司との楽しい生活が書かれていた。

## キャスト
- 雄司（大学生） - 内村遥
- 和美（雄司の母） - 辰寿広美
- 礼司（雄司の弟） - 時光陸
- 佐々木麻由子
- 大江雅子
- 堀川重人
- 日下部拓哉

## スタッフ
- 監督：大江崇允
- プロデューサー：戸田彬弘
- 原作：菊池開人
- 脚本：大江崇允
- 撮影監督：三浦コーチン
- 撮影：櫻井伸嘉
- 録音：竹内遊
- 美術：寄川ゆかり
- 衣装：増川智子
- メイク：平野未緒
- 音楽：石塚玲依
- エンディングテーマ：柳川瀬祐子
- 制作：チーズfilm

## 主な受賞歴
- 第7回CO2（シネアスト・オーガニゼイション⼤阪） シネアスト大阪市長賞（グランプリ）・主演男優賞（内村遥）[1]
- 第1回World Gate Film Festival 長編部門・グランプリ[2]
- 第２回ハノイ国際映画祭 長編コンペディション部門 ノミネート[3]
- 第13回チョンジュ国際映画祭 World Cinema部門 ノミネート[3]
- 第13回Nippon Connection ニッポン・ヴィジョンズ部門 ノミネート[4]